# Leichtathletik-Weltmeisterschaften 2023/Teilnehmer (Andorra)
| Goldmedaillen | Silbermedaillen | Bronzemedaillen |
| ------------- | --------------- | --------------- |
| —             | —               | —               |

Der Leichtathletikverband von Andorra hat für die Leichtathletik-Weltmeisterschaften 2023 in Budapest einen Sportler gemeldet.

## Ergebnisse

### Männer

#### Laufdisziplinen
| Athlet          | Disziplin        | Vorlauf     | Vorlauf | Halbfinale | Halbfinale | Finale | Finale |
| Athlet          | Disziplin        | Zeit        | Platz   | Zeit       | Platz      | Zeit   | Platz  |
| --------------- | ---------------- | ----------- | ------- | ---------- | ---------- | ------ | ------ |
| Nahuel Carabaña | 3000 m Hindernis | 8:27,05 min | 23      | DNQ        | DNQ        | –      | –      |